# Lista de largos de Lisboa
Os largos de Lisboa perfazem um total de 228.
Nota: Para o Largo Camões, ver Praça de Luís de Camões.
| Arruamento                                     | Freguesia(s)                   | Homenageia                                                                                    |
| ---------------------------------------------- | ------------------------------ | --------------------------------------------------------------------------------------------- |
| Largo Adelino Amaro da Costa (Largo do Caldas) | Santa Maria Maior              | Adelino Amaro da Costa                                                                        |
| Largo Agostinho da Silva                       | Misericórdia Santo António     | Agostinho da Silva                                                                            |
| Largo Alferes Francisco Duarte                 | Penha de França                | Francisco Duarte                                                                              |
| Largo Álvaro de Andrade                        | Marvila                        | Álvaro de Andrade                                                                             |
| Largo Américo Rosa Guimarães                   | Olivais                        | Américo Rosa Guimarães                                                                        |
| Largo Artur Bual                               | Marvila                        | Artur Bual                                                                                    |
| Largo Associação Ester Janz                    | Marvila                        | Associação Ester Janz                                                                         |
| Largo Azeredo Perdigão                         | Avenidas Novas                 | José de Azeredo Perdigão                                                                      |
| Largo Bartolomeu Dias ao Parque das Nações     | Parque das Nações              | Bartolomeu Dias                                                                               |
| Largo Calderon Dinis                           | Parque das Nações              | Alberto Calderon Dinis                                                                        |
| Largo Calouste Gulbenkian                      | São Domingos de Benfica        | Calouste Gulbenkian                                                                           |
| Largo Carlos Selvagem                          | São Domingos de Benfica        | Carlos Selvagem                                                                               |
| Largo Castro Soromenho                         | Olivais                        | Fernando de Castro Soromenho                                                                  |
| Largo Central                                  | Alvalade                       | Bairro de São João de Brito                                                                   |
| Largo Conde de Ottolini                        | São Domingos de Benfica        | Manuel Sarmento Ottolini, Conde de Ottolini                                                   |
| Largo Coronel Mata Pereira                     | Beato                          | Mata Pereira                                                                                  |
| Largo Coronel Vasconcelos Dias                 | Beato                          | Vasconcelos Dias                                                                              |
| Largo Cristóvão Aires                          | Alvalade                       | Cristóvão Aires                                                                               |
| Largo D. João, Príncipe de Cândia              | Lumiar                         | João de Cândia                                                                                |
| Largo da Academia Nacional de Belas Artes      | Santa Maria Maior              | Academia Nacional de Belas Artes                                                              |
| Largo da Achada                                | Santa Maria Maior              |                                                                                               |
| Largo da Ajuda                                 | Ajuda                          | Nossa Senhora da Ajuda                                                                        |
| Largo da Anunciada                             | Santo António                  | Nossa Senhora da Anunciada                                                                    |
| Largo da Atafona                               | Santa Maria Maior              |                                                                                               |
| Largo da Boa-Hora                              | Santa Maria Maior              | Convento da Boa Hora (actual Tribunal da Boa-Hora)                                            |
| Largo da Boa-Hora à Ajuda                      | Ajuda                          | Convento da Boa Hora (Ajuda)                                                                  |
| Largo da Cruz da Era                           | Benfica                        | Cruz Cristã                                                                                   |
| Largo da Escola Municipal                      | Arroios                        | Escola Municipal nº 1 (actual Escola Básica nº 1)                                             |
| Largo da Fábrica de Fiação de Xabregas         | Beato                          | Fábrica de Fiação de Xabregas                                                                 |
| Largo da Fábrica de Tecidos Oriental           | Beato                          | Fábrica de Tecidos Oriental                                                                   |
| Largo da Fundação Champalimaud                 | Belém                          | Fundação Champalimaud                                                                         |
| Largo da Graça                                 | São Vicente                    | Nossa Senhora da Graça                                                                        |
| Largo da Igreja (Campolide)                    | Campolide                      | Centro Social e Paroquial de São Vicente de Paulo                                             |
| Largo da Igreja (Bairro da Boavista)           | Benfica                        | Igreja Paroquial do Bairro da Boavista                                                        |
| Largo da Luz                                   | Carnide                        | Igreja de Nossa Senhora da Luz (Carnide) (Nossa Senhora da Luz)                               |
| Largo da Madalena                              | Santa Maria Maior              | Igreja de Santa Maria Madalena                                                                |
| Largo da Madre de Deus                         | Beato                          | Convento da Madre de Deus (Santa Maria)                                                       |
| Largo da Memória                               | Ajuda                          | Igreja da Memória                                                                             |
| Largo da Oliveirinha                           | Misericórdia Santo António     |                                                                                               |
| Largo da Paz                                   | Ajuda                          |                                                                                               |
| Largo da Penha de França                       | Penha de França                |                                                                                               |
| Largo da Ponte Nova                            | Alcântara                      | Ponte 25 de Abril                                                                             |
| Largo da Praça                                 | Carnide                        |                                                                                               |
| Largo da Princesa                              | Belém                          | Quinta da Princesa (Maria Francisca Benedita, Princesa do Brasil                              |
| Largo da Quinta das Salgadas                   | Marvila                        | Quinta da Salgadas                                                                            |
| Largo da Revista Militar                       | Benfica Carnide                | Revista Militar                                                                               |
| Largo da Rosa                                  | Santa Maria Maior              | Palácio da Rosa                                                                               |
| Largo da Sé                                    | Santa Maria Maior              | Sé de Lisboa                                                                                  |
| Largo da Severa                                | Santa Maria Maior              | Maria Severa                                                                                  |
| Largo da Torre                                 | Ajuda                          | Torre da Ajuda (Torre Sineira)                                                                |
| Largo da Trindade                              | Santa Maria Maior Misericórdia | Trindade                                                                                      |
| Largo das Alcaçarias                           | Santa Maria Maior              |                                                                                               |
| Largo das Bicas                                | Parque das Nações              |                                                                                               |
| Largo das Conchas                              | Lumiar                         |                                                                                               |
| Largo das Escolas                              | Belém                          | Comissão de Protecção de Crianças e Jovens                                                    |
| Largo das Fontainhas                           | Alcântara                      |                                                                                               |
| Largo das Galinheiras                          | Santa Clara                    | Galinheiras                                                                                   |
| Largo das Garridas                             | Benfica                        |                                                                                               |
| Largo das Gralhas                              | Santa Maria Maior              |                                                                                               |
| Largo das Necessidades                         | Estrela                        | Nossa Senhora das Necessidades                                                                |
| Largo das Olarias                              | Santa Maria Maior São Vicente  | Bairro das Olarias                                                                            |
| Largo das Palmeiras                            | Santo António Arroios          |                                                                                               |
| Largo das Peneireiras                          | Santa Clara                    |                                                                                               |
| Largo das Pimenteiras                          | Carnide                        |                                                                                               |
| Largo das Portas do Sol                        | Santa Maria Maior              | Portas do Sol                                                                                 |
| Largo das Roseiras                             | Marvila                        |                                                                                               |
| Largo de Andaluz                               | Santo António Arroios          |                                                                                               |
| Largo de Chelas                                | Marvila                        | Chelas                                                                                        |
| Largo de Curvo Semedo                          | Benfica                        | Belchior Manuel Curvo Semedo                                                                  |
| Largo de Domingos Tendeiro                     | Belém                          | Domingos Alves ou Álvares                                                                     |
| Largo de Dona Estefânia                        | Arroios                        | Rainha D. Estefânia (de Hohenzollern-Sigmaringen)                                             |
| Largo de Jesus                                 | Misericórdia                   | Jesus de Nazaré                                                                               |
| Largo de Palma                                 | São Domingos de Benfica        |                                                                                               |
| Largo de Santa Bárbara                         | Arroios                        | Santa Bárbara de Nicomédia                                                                    |
| Largo de Santa Cruz do Castelo                 | Santa Maria Maior              | Cruz Cristã                                                                                   |
| Largo de Santa Luzia                           | Santa Maria Maior              | Santa Lúcia de Siracusa                                                                       |
| Largo de Santa Marinha                         | São Vicente                    | Santa Margarida de Antioquia                                                                  |
| Largo de Santo Antoninho                       | Misericórdia                   | Santo António de Lisboa                                                                       |
| Largo de Santo António da Sé                   | Santa Maria Maior              | Santo António de Lisboa                                                                       |
| Largo de Santo Estêvão                         | Santa Maria Maior              | Santo Estêvão                                                                                 |
| Largo de Santos                                | Estrela                        | Santos Mártires (São Veríssimo, Santa Máxima e Santa Júlia)                                   |
| Largo de Santos o Novo                         | Penha de França                | Santos Mártires (São Veríssimo, Santa Máxima e Santa Júlia)                                   |
| Largo de São Carlos                            | Santa Maria Maior              | São Carlos Borromeu                                                                           |
| Largo de São Cristóvão                         | Santa Maria Maior              | São Cristóvão                                                                                 |
| Largo de São Domingos                          | Santa Maria Maior              | São Domingos de Gusmão                                                                        |
| Largo de São João Baptista                     | Lumiar                         | São João Baptista                                                                             |
| Largo de São João da Mata                      | Lumiar                         | São João da Mata                                                                              |
| Largo de São João Nepomuceno                   | Misericórdia                   | São João Nepomuceno                                                                           |
| Largo de São Julião                            | Santa Maria Maior              | São Julião                                                                                    |
| Largo de São Mamede                            | Santo António                  | São Mamede de Cesareia                                                                        |
| Largo de São Martinho                          | Santa Maria Maior              | São Martinho de Tours                                                                         |
| Largo de São Miguel                            | Santa Maria Maior              | São Miguel Arcanjo                                                                            |
| Largo de São Rafael                            | Santa Maria Maior              | Arcanjo São Rafael                                                                            |
| Largo de São Sebastião                         | Lumiar                         | São Sebastião                                                                                 |
| Largo de São Sebastião da Pedreira             | Avenidas Novas                 | São Sebastião                                                                                 |
| Largo de São Vicente                           | São Vicente                    | São Vicente de Saragoça                                                                       |
| Largo do Barão de Quintela                     | Misericórdia                   | Joaquim Pedro Quintela, Barão de Quintela                                                     |
| Largo do Broma                                 | Marvila                        |                                                                                               |
| Largo do Cabeço de Bola                        | Arroios                        | Belchior de Oliveira, o Cabeço de Bola                                                        |
| Largo do Calhariz                              | Misericórdia                   |                                                                                               |
| Largo do Calvário                              | Alcântara                      | Monte do Calvário                                                                             |
| Largo do Cantinho                              | Ajuda                          |                                                                                               |
| Largo do Carmo                                 | Santa Maria Maior              | Convento do Carmo (Nossa Senhora do Carmo)                                                    |
| Largo do Casal do Gil                          | Ajuda                          | Casal do Gil                                                                                  |
| Largo do Casal Vistoso                         | Areeiro                        | Casal Vistoso                                                                                 |
| Largo do Chafariz de Dentro                    | Santa Maria Maior              |                                                                                               |
| Largo do Chanceler                             | Santa Maria Maior              | Pedro Salgado, chanceler-mor de D. Dinis ou Simão Gonçalves Preto, chanceler-mor no séc. XVII |
| Largo do Chão do Loureiro                      | Santa Maria Maior              | Chão do Loureiro                                                                              |
| Largo do Chiado                                | Santa Maria Maior Misericórdia | António Ribeiro, o Chiado ou Gaspar Dias, o Chiado.                                           |
| Largo do Conde Barão                           | Misericórdia                   | Fernando Cândido Lobo da Silveira, Conde-Barão de Alvito                                      |
| Largo do Conde de Bonfim                       | São Domingos de Benfica        | José Travassos Valdez, Conde de Bonfim                                                        |
| Largo do Conde de Pombeiro                     | Arroios                        | Palácio dos Condes de Pombeiro (Condes de Pombeiro)                                           |
| Largo do Contador-Mor                          | Santa Maria Maior              | Tristão da Cunha Mendonça e Menezes, Contador-Mor                                             |
| Largo do Convento da Encarnação                | Arroios                        | Convento da Encarnação                                                                        |
| Largo do Corpo Santo (Lisboa)                  | Misericórdia                   | Corpo de Cristo                                                                               |
| Largo do Correio Mor                           | Santa Maria Maior              | Correio Mor                                                                                   |
| Largo do Dr. António de Sousa de Macedo        | Misericórdia                   | António de Sousa de Macedo                                                                    |
| Largo do Dr. José de Figueiredo                | Estrela                        | José de Figueiredo                                                                            |
| Largo do Figueiredo                            | Belém                          |                                                                                               |
| Largo do Galvão                                | Belém                          | António José Galvão                                                                           |
| Largo do General Sousa Brandão                 | Benfica                        | Sousa Brandão                                                                                 |
| Largo do Intendente Pina Manique               | Arroios                        | Diogo Inácio de Pina Manique                                                                  |
| Largo do Jacinto                               | Alcântara                      | Quinta do Jacinto                                                                             |
| Largo do Jogo da Bola                          | Carnide                        | Jogo da Bola ou da Péla                                                                       |
| Largo do Leão                                  | Arroios                        |                                                                                               |
| Largo do Limoeiro                              | Santa Maria Maior              | Prisão do Limoeiro                                                                            |
| Largo do Malvar                                | Carnide                        |                                                                                               |
| Largo do Marquês de Angeja                     | Belém                          | Marqueses de Angeja                                                                           |
| Largo do Marquês de Nisa                       | Beato Penha de França          | Marqueses de Nisa                                                                             |
| Largo do Marquês do Lavradio                   | Santa Maria Maior              | Marqueses do Lavradio                                                                         |
| Largo do Mastro                                | Arroios                        |                                                                                               |
| Largo do Médico                                | Santa Clara                    |                                                                                               |
| Largo do Menino Deus                           | Santa Maria Maior              | Jesus de Nazaré                                                                               |
| Largo do Ministro                              | Santa Clara                    |                                                                                               |
| Largo do Mitelo                                | Arroios                        |                                                                                               |
| Largo do Monte                                 | São Vicente                    | Monte de São Gens                                                                             |
| Largo do Museu de Artilharia                   | Santa Maria Maior              | Museu de Artilharia (actual Museu Militar)                                                    |
| Largo do Nautilus                              | Parque das Nações              | Nautilus                                                                                      |
| Largo do Olival                                | Beato                          |                                                                                               |
| Largo do Outeirinho da Amendoeira              | São Vicente                    | Outeirinho da Amendoeira                                                                      |
| Largo do Paço                                  | Lumiar                         | Paço do Lumiar                                                                                |
| Largo do Paiol                                 | Campo de Ourique               |                                                                                               |
| Largo do Peneireiro                            | Santa Maria Maior              |                                                                                               |
| Largo do Picadeiro                             | Santa Maria Maior              | Picadeiro do Palácio dos Duques de Bragança                                                   |
| Largo do Poço                                  | Lumiar                         |                                                                                               |
| Largo do Pote de Água                          | Alvalade                       |                                                                                               |
| Largo do Rato                                  | Santo António Campo de Ourique | Luís Gomes de Sá e Menezes (alcunhado de "Rato")                                              |
| Largo do Regedor                               | Santa Maria Maior              |                                                                                               |
| Largo do Rilvas                                | Estrela                        | João Bandeira de Melo, Conde de Rilvas                                                        |
| Largo do Rio Seco                              | Alcântara Ajuda                |                                                                                               |
| Largo do Salvador                              | Santa Maria Maior              | Jesus de Nazaré                                                                               |
| Largo do Sequeira                              | Santa Maria Maior São Vicente  |                                                                                               |
| Largo do Tabelião                              | Arroios                        |                                                                                               |
| Largo do Terreirinho                           | Santa Maria Maior              |                                                                                               |
| Largo do Terreiro                              | Santa Clara                    |                                                                                               |
| Largo dos Arautos                              | Parque das Nações              | Arautos                                                                                       |
| Largo dos Caminhos de Ferro                    | Santa Maria Maior São Vicente  | Caminhos de Ferro Portugueses                                                                 |
| Largo dos Castanheiros da Índia                | Marvila                        |                                                                                               |
| Largo dos Defensores da República              | Santa Clara                    |                                                                                               |
| Largo dos Jerónimos                            | Belém                          | Mosteiro dos Jerónimos                                                                        |
| Largo dos Lóios                                | Santa Maria Maior              |                                                                                               |
| Largo dos Marcos                               | Ajuda                          | Marcos que delimitavam o antigo concelho de Belém do de Oeiras                                |
| Largo dos Stephens                             | Misericórdia                   | William (Guilherme) Stephens e John Stephens                                                  |
| Largo dos Trigueiros                           | Santa Maria Maior              |                                                                                               |
| Largo Dr. António Viana                        | Campo de Ourique               | António Viana                                                                                 |
| Largo Dr. Bernardino António Gomes (Pai)       | São Vicente                    | Bernardino António Gomes                                                                      |
| Largo Dr. José Reis Júnior                     | Ajuda                          | José Reis Júnior                                                                              |
| Largo Ernesto da Silva                         | Benfica                        | Ernesto da Silva                                                                              |
| Largo Ernesto Soares                           | Benfica                        | Ernesto Soares                                                                                |
| Largo Fernandes Costa                          | Alvalade                       | Francisco José Fernandes Costa                                                                |
| Largo Francisco Smith                          | Carnide                        | Francisco Smith                                                                               |
| Largo Frederico Valsassina                     | Marvila                        | Frederico Lúcio de Valsassina Heitor                                                          |
| Largo Frei Heitor Pinto                        | Alvalade                       | Heitor Pinto                                                                                  |
| Largo Frei Luís de Sousa                       | Benfica                        | Manuel de Sousa Coutinho (Frei Luís de Sousa)                                                 |
| Largo General Joaquim José Machado             | São Domingos de Benfica        | Joaquim José Machado                                                                          |
| Largo Gérard Castello-Lopes                    | Lumiar                         | Gérard Castello-Lopes                                                                         |
| Largo Hintze Ribeiro                           | Santo António Campo de Ourique | Ernesto Rodolfo Hintze Ribeiro                                                                |
| Largo Honório Barreto                          | Beato                          | Honório Barreto                                                                               |
| Largo Jaime Carvalho                           | Olivais                        | Jaime Carvalho                                                                                |
| Largo Jean Monnet                              | Santo António                  | Jean Monnet                                                                                   |
| Largo João Vaz                                 | Alvalade                       | João Vaz                                                                                      |
| Largo José João Farinha Jr.                    | Carnide                        | José João Farinha Jr.                                                                         |
| Largo José Luís Champalimaud                   | Avenidas Novas                 | José Luís Champalimaud                                                                        |
| Largo José Mariano Gago                        | Parque das Nações              | Mariano Gago                                                                                  |
| Largo José Saramago                            | Santa Maria Maior              | José Saramago                                                                                 |
| Largo José Veiga Simão                         | Carnide                        | José Veiga Simão                                                                              |
| Largo Júlio de Castilho                        | Lumiar                         | Júlio de Castilho                                                                             |
| Largo Júlio Pereira                            | Santa Maria Maior              | Júlio Pereira                                                                                 |
| Largo Luís Alves Miguel                        | Belém                          | Luís Alves Miguel                                                                             |
| Largo Luís Chaves                              | Lumiar                         | Luís Chaves                                                                                   |
| Largo Luís Dourdil                             | Marvila                        | Luís Dourdil                                                                                  |
| Largo Luiz Francisco Rebello                   | Lumiar                         | Luiz Francisco Rebello                                                                        |
| Largo Luzia Maria Martins                      | São Domingos de Benfica        | Luzia Maria Martins                                                                           |
| Largo Machado de Assis                         | Alvalade                       | Joaquim Maria Machado de Assis                                                                |
| Largo Madalena Perdigão                        | São Domingos de Benfica        | Madalena Perdigão                                                                             |
| Largo Manuel Emídio da Silva                   | São Domingos de Benfica        | Manuel Emídio da Silva                                                                        |
| Largo Maria de Lurdes Pais Gomes               | São Domingos de Benfica        | Maria de Lurdes Pais Gomes                                                                    |
| Largo Maria Isabel Aboim Inglês                | Belém                          | Maria Isabel Aboim Inglês                                                                     |
| Largo Maria Judite de Carvalho                 | Parque das Nações              | Maria Judite de Carvalho                                                                      |
| Largo Mário Cura Mariano                       | Benfica                        | Mário Cura Mariano                                                                            |
| Largo Mário Neves                              | São Domingos de Benfica        | Mário Neves                                                                                   |
| Largo Maurício de Oliveira                     | Benfica                        | Maurício de Oliveira                                                                          |
| Largo Mendonça e Costa                         | Penha de França                | Mendonça e Costa                                                                              |
| Largo Michel'Angelo Lambertini                 | Lumiar                         | Michel'Angelo Lambertini                                                                      |
| Largo Miguel José Mendes                       | Carnide                        | Miguel José Mendes                                                                            |
| Largo Monsenhor Dalgado                        | São Domingos de Benfica        | Monsenhor Dalgado                                                                             |
| Largo Monterroio Mascarenhas                   | Campolide                      | José de Monterroio Mascarenhas                                                                |
| Largo Ocidental                                | Ajuda                          |                                                                                               |
| Largo Padre Augusto Gomes Pinheiro             | Lumiar                         | Augusto Gomes Pinheiro                                                                        |
| Largo Padre Filipe Carreira Rosário            | Carnide                        | Filipe Carreira Rosário                                                                       |
| Largo Pedro Correia Marques                    | São Domingos de Benfica        | Pedro Correia Marques                                                                         |
| Largo Primeiro Tenente João Rodrigues de Moura | Olivais                        | João Rodrigues de Moura                                                                       |
| Largo Prof. Arnaldo Sampaio                    | Campolide                      | Arnaldo Sampaio                                                                               |
| Largo Rafael Bordalo Pinheiro                  | Santa Maria Maior              | Rafael Bordalo Pinheiro                                                                       |
| Largo Rainha Santa Isabel                      | Benfica                        | Santa Isabel de Aragão, Rainha de Portugal                                                    |
| Largo Ramada Curto                             | Parque das Nações              | Amílcar Ramada Curto                                                                          |
| Largo República da Turquia                     | Lumiar                         | Turquia                                                                                       |
| Largo Ribeiro Cristino                         | Alvalade                       | João Ribeiro Cristino                                                                         |
| Largo Rodrigues Cordeiro                       | Alvalade                       | Rodrigues Cordeiro                                                                            |
| Largo Rodrigues de Freitas                     | Santa Maria Maior              | José Joaquim Rodrigues de Freitas                                                             |
| Largo Roque Laia                               | Areeiro                        | Mariano Roque Laia                                                                            |
| Largo Samwell Diniz                            | São Domingos de Benfica        | Rodrigo Samwell Diniz                                                                         |
| Largo São Domingos de Benfica                  | São Domingos de Benfica        |                                                                                               |
| Largo Terreiro do Trigo                        | Santa Maria Maior              |                                                                                               |
| Largo Trindade Coelho                          | Santa Maria Maior Misericórdia | José Francisco Trindade Coelho                                                                |
| Largo Vitoriano Braga                          | Marvila                        | Vitoriano Braga                                                                               |
| Largo Vitorino Damásio                         | Estrela                        | José Vitorino Damásio                                                                         |
| Largo Willy Brandt                             | Lumiar                         | Willy Brandt                                                                                  |